# Francisco Javier Fernández Conde
Francisco Javier Fernández Conde (Pillarno, Castrillón, Asturias, 1937) es un historiador y sacerdote católico español, catedrático de Historia Medieval de la Universidad de Oviedo.

## Vida y pensamiento
Es doctor en historia de la Iglesia por la Universidad Gregoriana de Roma, y en historia por la Universidad de Oviedo, donde es profesor emérito. Es asimismo párroco de seis congregaciones sitas en el concejo asturiano de Candamo. Comprometido con ideas de izquierdas, favoreció, en los años setenta, como rector del Seminario (lo fue entre 1972 y 1978), las actividades de grupos de oposición a la dictadura franquista. El propio Fernández Conde explica esta doble vertiente de su vida y pensamiento de la siguiente manera: Un «pope» escribió a Lenin para preguntarle si podía entrar en el Partido Comunista. Lenin le respondió que sí, siempre que no hiciera prédicas. Ésa fue mi manera de ejercer. En entrevistas y alguna de sus obras, se ha declarado próximo a los postulados de la teología de la liberación.
En 2016 fue nombrado Hijo Predilecto por el pleno del Ayuntamiento de Castrillón y en 2021 miembro académico del Centro de Estudios del Alfoz de Gauzón e Hijo Adoptivo del concejo de Candamo.

## Obra
Su obra versa, principalmente, sobre historia de la religiosidad en España, destacando en ella una monumental trilogía titulada La religiosidad medieval en España, cuyo último tomo ha sido publicado en 2011.
Estos son sus principales títulos:
- El Libro de los testamentos de la catedral de Oviedo (Roma, 1971)
- Gutierre de Toledo, obispo de Oviedo (1377-1389) (Oviedo, 1978)
- El señorío del cabildo ovetense. Estructuras agrarias de Asturias en el tardo Medioevo (Oviedo, 1993)
- La religiosidad medieval en España. I: Alta Edad Media (siglos VII-X) (Oviedo, 2000)[4]
- La España de los siglos XIII al XV. Transformaciones del feudalismo tardío (San Sebastián, 2004)
- La religiosidad medieval en España. II: Plena Edad Media (siglos XI-XIII) (Gijón, 2005)
- Prisciliano y el priscilianismo. Historiografía y realidad (Gijón, 2007)
- La religiosidad medieval en España. III: Baja Edad Media (siglos XIV-XV) (Gijón, 2011)
- Historia de Candamu. Orígenes-1500 (Gijón, 2014)
- Estudios sobre la monarquía asturiana (Gijón, 2015)
- Los límites arqueológicos del antiguo Alfoz de Gauzón (Avilés, 2024)
- Los reyes de Asturias y los orígenes del culto a la tumba del apóstol Santiago (ed. junto a Raquel Alonso Álvarez, Gijón, 2021)